# Су Маочжэнь
Су Маочжэнь (кит. упр. 宿茂臻, пиньинь Sù Màozhēn; род. 30 июля 1972, Циндао, Шаньдун) — китайский футболист и футбольный тренер.

## Клубная карьера
Ещё в самом начале своей карьеры у Су Маочжэня было два кратких пробных периода в английском «Манчестер Юнайтед»: в сезонах 1989/90 и 1991/92, в течение которых он сделал ряд выступлений за юниорскую команду вместе с такими будущими звездами, как Райан Гиггз, Дэвид Бекхэм и Пол Скоулз. После этого он вернулся в Китай и хорошо себя зарекомендовал себя в «Шаньдун Лунэн». С клубом Су Маочжэнь стал обладателем Кубка Китайской футбольной ассоциации в 1995 и 1999 годах и чемпионом Лиги Цзя А в 1996 году. Также в 1996 году Су Маочжэнь стал лучшим бомбардиром чемпионата и футболистом года в Китае.

## Карьера за сборную
Су Маочжэнь считался многообещающим молодым футболистом и рано дебютировал в сборной. Дебют за сборную Китая состоялся 23 января 1994 года в матче против сборной Саудовской Аравии (0:1). Он всячески старался в клубе, чтобы его часто вызывали в сборную. Примером является победа «Шаньдун Лунэн» в Кубке Китайской футбольной ассоциации в 1995 году. Свой первый гол забил 30 января 1996 года в матче квалификации на Кубок Азии 1996 против Макао (7:1). После чего со сборной он доходил до четвертьфинала Кубка Азии 1996 года в ОАЭ и занял четвёртое место в Кубке Азии 2000 года в Ливане. Также был участником чемпионата мира 2002 года в Южной Корее / Японии. Сыграл только в матче против Коста-Рики, заменив на 66 минуте Ян Чэня. После «мундиаля» завершил карьеру.

## Карьера тренера
В 2006 году окончил университет из Солфорда (Англия) и получил степень магистра в области управления. В ноябре 2006 года был назначен ассистентом главного тренера молодёжной сборной Китая во время подготовки к летним Олимпийским играм 2008. Сразу после Олимпиады тренировал сборные Китая до 20 и до 16 лет.

## Достижения
- Чемпион Лиги Цзя А: 1999
- Обладатель Кубка Китайской футбольной ассоциации: 1995, 1999